# Gunung Uning Sigugur
Gunung Uning Sigugur är ett berg i Indonesien.   Det ligger i provinsen Aceh, i den västra delen av landet, 1 500 km nordväst om huvudstaden Jakarta. Toppen på Gunung Uning Sigugur är 1 290 meter över havet.
Terrängen runt Gunung Uning Sigugur är kuperad söderut, men norrut är den bergig. Runt Gunung Uning Sigugur är det ganska tätbefolkat, med 144 invånare per kvadratkilometer. I omgivningarna runt Gunung Uning Sigugur växer i huvudsak städsegrön lövskog.